# Ivan Roggen
Ivan Roggen (Brussel, 25 februari 1921 - juni 1997) was een Belgisch provinciegouverneur.

## Levensloop
Ivan Roggen was de zoon van een Vlaamse vader en een Waalse moeder. In 1938 schreef hij zich in aan de ULB om geschiedenis te studeren. Ook studeerde hij aan de Universiteit van Luik, waar hij promoveerde tot gediplomeerde, en aan de Universiteit van Gent, waar hij in 1945 promoveerde tot doctor in de rechten.
Vervolgens specialiseerde hij zich in militaire justitie en ging hij een jaar in het buitenland werken als juridisch raadgever.
In 1952 werd Roggen substituut van de generale auditeur, wat zijn toetreding tot de magistratuur betekende. Hiermee was hij toen een van de jongste magistraten. Ook was hij actief als advocaat bij militaire rechtbanken.
In 1977 kreeg Roggen het aanbod om gouverneur van Brabant te worden. Hij nam het aanbod aan en vertegenwoordigde de PRL, hoewel hij nog nooit op een kieslijst had gestaan. Hij vervulde het mandaat tot in 1989, toen hij de leeftijdgrens had bereikt.